# Larreule (Pyrénées-Atlantiques)
Larreule ist eine französische Gemeinde mit 192 Einwohnern (Stand 1. Januar 2022) im Département Pyrénées-Atlantiques in der Region Nouvelle-Aquitaine. Die Gemeinde gehört zum Arrondissement Pau und zum Kanton Artix et Pays de Soubestre (bis 2015: Kanton Arzacq-Arraziguet).
Die Einwohner werden Larreulais und Larreulaises genannt.

## Geographie
Larreule liegt ca. 20 km nördlich von Pau in der historischen Provinz Béarn am nördlichen Rand des Départements.
Umgeben wird Larreule von den Nachbargemeinden:
|      | Garos                                       | Fichous-Riumayou |
| Uzan | Kompassrose, die auf Nachbargemeinden zeigt | Lonçon           |
|      | Mazerolles                                  | Momas            |

Larreule liegt im Einzugsgebiet des Flusses Adour. Der Luy de Béarn fließt durch das nördliche Gemeindegebiet zusammen mit seinen Nebenflüssen Gez und Uzan.

## Geschichte
An einem Standort, der Barbapodium genannt wurde, ist am Ende des 10. Jahrhunderts nach der Einigung zwischen Wilhelm II., Graf der Gascogne, Centulle III., Vicomte von Béarn, Arcius Raca, Bischof von Lescar, und Garcie-Loup, Vicomte von Louvigny eine Benediktinerabtei mit dem Namen Sanctus Petrus de Regula errichtet worden. Gleichzeitig wurde den Mönchen erlaubt, das umliegende Waldland zu erschließen. Es sollte eines der drei wichtigsten Abteien des Béarn werden. Zu Beginn des 13. Jahrhunderts unterhielt das sehr florierende Kloster ein ansehnliches Landgut und konnte als einziges den gewünschten örtlichen Zehnt eintreiben. Am Ende des 13. Jahrhunderts gründeten die Benediktiner leicht unterhalb des Klosters, rund 100 m entfernt, eine Bastide, aus der sich schrittweise die Gemeinde entwickelte. Die geografische Lage war ideal, lag die Bastide an einer Strecke von Pilgern auf ihrem Weg nach Santiago de Compostela. In der Volkszählung des Béarn im Jahre 1385 wurden in Larreule 32 Haushalte gezählt und die Zugehörigkeit der Bastide zur Bailliage von Pau festgehalten. Das 15. Jahrhundert markiert den Beginn des Niedergangs der Abtei. In den Hugenottenkriegen wurde die Abtei im Sommer des Jahres 1569 nach einem Angriff von protestantischen Truppen unter Gabriel de Lorges, Graf von Montgomery, zerstört. Eine Anordnung kündigte am 2. Oktober 1569 die Beschlagnahme der kirchlichen Güter an. 1620 wurde die katholische Religion wieder eingeführt, aber die Abtei konnte nie wieder an ihre vormalige Blütezeit anknüpfen. Eine neue Kirche ist in der Folge auf den Trümmern errichtet worden. 1773 wurde die Abtei aufgelöst, ihre Archive wurden nach Lescar und alle sonstigen Güter in das Priesterseminar nach Pau verbracht. In den Wirren der Französischen Revolution wurden 1789 und 1790 alle Gebäude der ehemaligen Abtei außer der Kirche zerstört und die Steine verkauft. Die Archive wurden ebenfalls in dieser Zeit vernichtet.
Toponyme und Erwähnungen von Larreule waren:
- Barbapodium, Liserat und Regula (10. Jahrhundert, laut Pierre de Marcas Buch Histoire de Béarn, S. 267),
- Conventus Reulœ Silvestrensis (1291, Gascognische Rollen, Archiv der englischen Verwaltung der Gascogne),
- Le mostier de Larreule de Saubeste (1343, Manuskript von 1343, Blatt 33),
- La Reule (1385, Volkszählung im Béarn),
- La Reula (1538, Manuskriptsammlung des 16. bis 18. Jahrhunderts),
- La Reulle (1750, Karte von Cassini) und
- Lareulle (1793 und 1801, Notice Communale bzw. Bulletin des lois).[4][5][6]

### Einwohnerentwicklung
Nach einem ersten Höchststand von rund 500 Einwohnern in der Mitte des 19. Jahrhunderts fiel die Einwohnerzahl mit kurzen Erholungsphasen bis zu den 1950er Jahren auf ein Niveau von rund 175 Einwohnern zurück, das bis heute gehalten wird.
| Jahr      | 1962 | 1968 | 1975 | 1982 | 1990 | 1999 | 2006 | 2009 | 2022 |
| --------- | ---- | ---- | ---- | ---- | ---- | ---- | ---- | ---- | ---- |
| Einwohner | 193  | 186  | 156  | 157  | 160  | 187  | 159  | 157  | 192  |

## Sehenswürdigkeiten

### PfarrkircheSaint-Pierrevon Larreule
Die heutige Pfarrkirche ist dem Apostel Simon Petrus geweiht. Das ursprüngliche Gotteshaus war Teil der Abtei von Larreule und ist im 12. Jahrhundert errichtet worden. In den Hugenottenkriegen wurden im Jahre 1569 das Langhaus, die südliche der drei Apsidiolen und der Kreuzgang zerstört. In der zweiten Hälfte wurde eine Sakristei anstelle der südlichen Apsidiole gebaut, am Ende des gleichen Jahrhunderts wurde die westliche Wand der Kirche errichtet. Das romanische Langhaus wurde nicht wiederhergestellt, und von dieser Zeit an dient das ehemalige Querschiff als Hauptschiff. Hiermit bekam die Kirche eine Nord-Süd-Ausrichtung mit einem flach abgeschlossenen Chor im Norden. Die ursprüngliche Apsis ist heute eine Kapelle, die Maria, der Mutter Jesu Christi gewidmet ist, die ehemalige nördliche Apsidiole eine Kapelle zu Ehren des heiligen Josefs. Beide Kapellen sind mit einem Kesselgewölbe versehen. Nach der Aufgabe der Abtei 1773 wurde die frühere Abteikirche die Pfarrkirche von Larreule. Viele heutige Ausstattungsgegenstände stammen aus dem 12. bis 20. Jahrhundert und sind als nationale Kulturgüter registriert.
Am Ende des 19. Jahrhunderts wurde der viereckige Glockenturm gebaut, der auf der südlichen Fassade herausragt. Er besitzt eine Wandöffnung in Rundbogenform an jeder Seite und ist mit einem mit Schiefer gedeckten Helm versehen. Der rechte von zwei Strebewerken trägt eine Inschrift, die schwierig zu entschlüsseln ist. Die neun Buchstaben könnten auf den vierten Abt der Abtei mit dem Vornamen „Richard“ und dem Zunamen „Squirs“, dem Namen der Abtei, die Larreule im 11. Jahrhundert entgegenwirkte.
Drei Säulenkapitelle auf den Eingangsbögen der Kapellen sind Überbleibsel der ursprünglichen Kirche aus dem 12. Jahrhundert. Das Kapitell der Marienkapelle zeigt zwei Personen in einem dichten Flechtwerk, die mit kurzen Tuniken bekleidet sind. Auf einem der beiden anderen Kapitelle sind zwei Szenen aus dem Martyrium des Johannes des Täufers dargestellt, Salome, den Kopf des Heiligen tragend, und die Himmelfahrt des Johannes, fortgetragen von zwei Engeln. Der Abakus des Kapitells auf der rechten Seite ist verziert mit einem Flechtwerk und einem Dämonenkopf auf der Ecke. Das Kapitell selbst ist ausgeschmückt mit Blättern und Blattwerk, die Figuren umschlingen.
Im Chor der Kirche befindet sich der Hauptaltar mit einem Gemälde des Malers Chavauty aus dem 19. Jahrhundert, der Mariä Aufnahme in den Himmel darstellt. Der Schrein des Tabernakels aus dem 18. Jahrhundert wird von zwei Pilastern an den Seiten und oberhalb einem Geländer eingerahmt. Die beiden Seitenteile werden an den Enden mit Schlangensäulen abgeschlossen. Das Dekor der Tür und der Seitenteile ist mit Flachreliefs ausgearbeitet. Auf der Tür ist eine Monstranz abgebildet, auf dem linken Seitenteil Marias Himmelfahrt und auf dem rechten Seitenteil ein Engel.
Auf dem Seitenaltar der Kirche fällt der Blick auf ein Gemälde aus 18. Jahrhundert, das den gekreuzigten Christus darstellt. An der Spitze des Retabels erscheinen die Heiligen Petrus und Paulus mit ihren Attributen Hahn bzw. Helm. Dazwischen schaut Gottvater herunter, mit einem Globus in seiner linken Hand. Das Retabel ist generell reich verziert mit Blumen, Voluten, geriffelten Säulen, Zierstreifen.
Die Kirche bewahrt seit dem 17. Jahrhundert eine Statue des heiligen Lupus, der zur Heilung von Krankheiten, wie Geschwüre, Kropf oder Lepra angerufen wurde. Die 1,20 m große Figur trägt eine Mitra. Seine rechte Hand scheint ursprünglich einen Krummstab oder einen Stab gehalten zu haben, der heute verloren gegangen ist. In der linken Hand hält er ein Buch, das seine Aufmerksamkeit auszulösen scheint. Die Statue war so verehrt, dass vor ihrer Restaurierung der Mantel des Heiligen in einem schlechten Zustand gewesen war, weil die Gläubigen ihre Taschentücher an ihm gerieben hatten, bevor sie diese an die Kranken aufgetragen haben. Unterhalb der Kirche befindet sich eine Quelle, die dem heiligen Lupus gewidmet ist. Eine Legende besagt, dass sie im 11. Jahrhundert an der Stelle entsprang, als ein Bischof namens Ezzelin kurz zuvor seinen Stab dort in die Erde gestoßen hatte. Bis zum Ende des 18. Jahrhunderts war Larreule das Ziel von Wallfahrten, um für die Heilung von Krankheiten zu bitten.

## Wirtschaft und Infrastruktur
Die Landwirtschaft ist traditionell der wichtigste Wirtschaftsfaktor der Gemeinde.

Logo des Jakobswegs

### Sport und Freizeit
Der Fernwanderweg „GR 65“ von Genf nach Roncesvalles führt durch das Gemeindegebiet. Er folgt ab Le Puy-en-Velay der Via Podiensis, einem der vier historischen Jakobswege in Frankreich.
Ein 9,1 km langer und ein weiterer 10,2 km langer Rundweg führt von Larreule durch die umliegenden Wälder und Felder mit Gelegenheit zum Picknick am Ufer des Uzan.

### Verkehr
Larreule wird durchquert von den Routes départementales 32 und 262.